# Karol Stabik
Karol Stabik (ur. 12 grudnia 1876 w Podlesiu, zm. 12 czerwca 1938) – polski rolnik, działacz narodowy i społeczny, powstaniec śląski.

## Życiorys

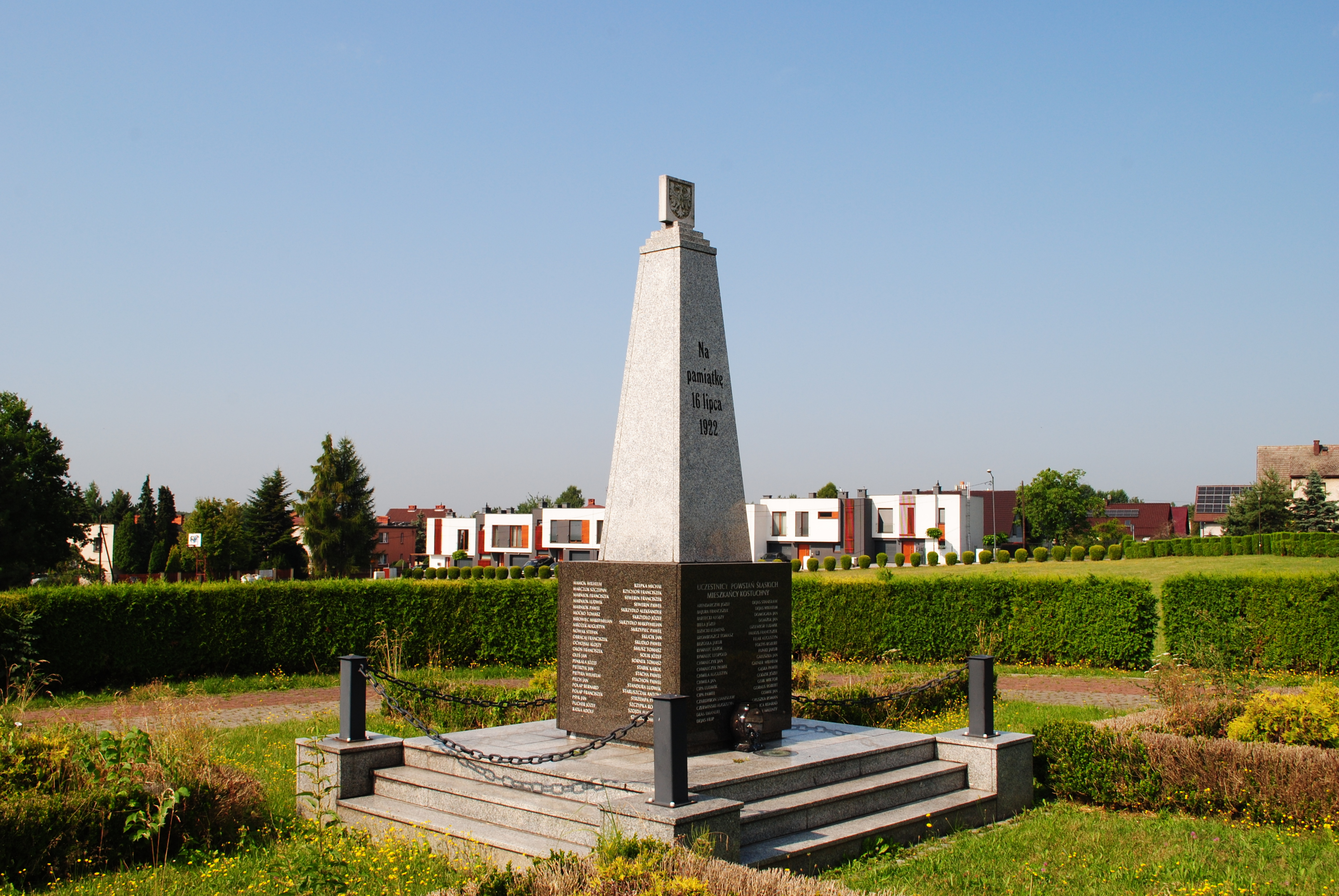
Pomnik Powstańców Śląskich w Kostuchnie (Katowice, ulica Migdałowców); na wschodnim cokole, widocznym po lewej stronie zdjęcia, wyryte jest nazwisko Karola Stabika

Urodził się 12 grudnia 1876 roku w Podlesiu (późniejsza część Katowic) w rodzinie Antoniego i Marii z domu Mazurek. Po ukończeniu miejscowej szkoły powszechnej kontynuował naukę w mikołowskim gimnazjum, mając na cel zostanie księdzem. Ze względu na trudną sytuację życiową przerwał jednak nauki i powrócił na gospodarstwo.
Po ślubie zamieszkał w Kostuchnie. W 1913 roku założył Towarzystwo Śpiewacze „Słowiczek”, które liczyło ponad stu śpiewaków.
W czasie I wojny światowej walczył na froncie wschodnim, a po wojnie był jednym z organizatorów i pierwszych członków powstałych w Piotrowicach na przełomie lat 1918 i 1919 Polskiej Rady Ludowej. 19 lutego 1919 roku na terenie Piotrowic i Kostuchny powołał wraz z Piotrem Gierlotką oddział Polskiej Organizacji Wojskowej Górnego Śląska. W tym samym roku był współzałożycielem (wraz z Janem Filakiem) gniazda Towarzystwa Gimnastycznego „Sokół” w Kostuchnie. 
Brał udział we wszystkich trzech powstaniach śląskich. W trakcie I powstania śląskiego dowodził grupą powstańców z Kostuchny, natomiast w trakcie III powstania śląskiego został wyróżniony spośród powstańców z Kostuchny, którzy walczyli w okolicach Sławięcic, Gogolina i Góry Świętej Anny. Po zakończonych powstaniach był jednym z inicjatorów powstania pomnika upamiętniającego mieszkańców Kostuchny, którzy brali udział w powstaniach śląskich. Został on rozebrany w trakcie II wojny światowej, a w 2002 roku stanęła jego replika.
Był członkiem Związku Powstańców Śląskich, a także Narodowej Partii Robotniczej.
Zmarł 12 czerwca 1938 roku.

## Upamiętnienie
- Pomnik Powstańców Śląskich w Kostuchnie (Katowice, ul. Migdałowców), upamiętniający powstańców śląskich z Kostuchny, w tym Karola Stabika (nazwisko na wschodnim cokole)[9],
- Ulica Karola Stabika w Katowicach, na terenie dzielnic Kostuchna i Podlesie[10].